# Ситко, Роман
Роман Си́тко (пол. Roman Sitko, 30 марта 1880, Чарна-Сендзишовская, Подкарпатское воеводство — 12 октября 1942, концлагерь Освенцим, Верхняя Силезия) — блаженный Римско-католической церкви, священник, мученик.

## Биография
Родился 30 марта 1880 года в деревне Чарна-Сендзишовская в многодетной семье Лаврентия и Ситко и Марии Борыс. Окончил гимназию имени Станислава Конарского в Жешуве, после окончания которой в 1900 году поступил в  семинарию в Тарнове. 29 июня 1904 года был рукоположен в сан священника тарновским епископом Леоном Валенгой, после чего исполнял должность канцлера епархиальной курии и префектом начальной семинарии. Кроме этого занимался журналистской деятельностью, издавая епархиальный журнал «Добрый пастырь» (пол. Dobry Pasterz). С 1907 года по 1921 год служил в приходе города Мелец. В 1936 году его назначили ректором Высшей Духовной семинарии в Тарнове. В 1935 году инициировал строительство церкви на востоке города.
После оккупации Польши 22 мая 1941 года был арестован Гестапо и отправлен в концентрационный лагерь Освенцим, где погиб 12 октября 1942 года. Его концентрационный номер — 61908.

## Прославление
13 июня 1999 года Роман Ситко был беатифицирован римским папой Иоанном Павлом II в группе 108 блаженных польских мучеников.
День памяти в Католической церкви — 12 июня.

## Память
В 2014 году вышел документальный фильм «Блаженный священник Роман Ситко — богатырь веры» (пол. Błogosławiony ksiądz Roman Sitko — bohater z wiary) режиссёра Давида Шпары. 6 ноября 2014 года состоялась премьера фильма в Европейском центре музыки  Кшиштофa Пендерецкого в населённом пункте Люславице.